# Romina Stefancic
Romina Stefancic (ur. 21 lipca 1978 w Lublanie) – kanadyjska wioślarka.

## Osiągnięcia
- Mistrzostwa Świata Juniorów – Monachium 1994 – jedynka – 7. miejsce[1].
- Mistrzostwa Świata Juniorów – Poznań 1995 – jedynka – 3. miejsce[1].
- Mistrzostwa Świata Juniorów – Glasgow 1996 – jedynka – 1. miejsce[1].
- Mistrzostwa Świata – St. Catharines 1999 – jedynka – brak[1][2].
- Igrzyska Olimpijskie – Ateny 2004 – ósemka – 7. miejsce[1].
- Mistrzostwa Świata – Eton 2006 – ósemka – 5. miejsce[1].
- Mistrzostwa Świata – Monachium 2007 – ósemka – 6. miejsce[1].
- Igrzyska Olimpijskie – Pekin 2008 – ósemka – 4. miejsce[1].
- Mistrzostwa Świata – Poznań 2009 – ósemka – 6. miejsce[1].